# Yanacona
Els yanakuna o yanacona són un grup d'amerindis colombians que habita en la seva majoria en el departament de Cauca, Colòmbia. En l'actualitat els yanakuna parlen castellà. Segons el cens de 2005 eren 33.253 individus.

## Ubicació geogràfica

### Massís Colombià
La regió se situa aproximadament dins dels 1° 40’ i 2° 15’ de latitud nord, i els 76° 30’ i 76° 50’ de longitud oest, entre els 2000 i 3300 msnm., en el suroccident del departament del Cauca; és una espècie de pont entre l'Alt Magdalena (San Agustín), l'Alt Riu Caquetá (Santa Rosa, Descance), nororiente de Nariño (Tajumbina, la Cruz, San Pablo), la Vall de Pubenza (Popayán), la Vall del Patía (El Brodo, Quilcacé) i la Vall del Paletará (Paletará, Puracé).
Els indicis arqueològics l'assenyalen com a escenari d'una de les més antigues cultures de Colòmbia, les datacions de les quals es remunten a més de 3000 anys d'ocupació humana. L'àrea que s'hi inclou apareix com el territori que avui identifiquen com a propi els yanakuna. Tal definició és útil en virtut que es presenta una noció territorial definida per l'ús quotidià dels seus pobladors i des de la seva cultura que coincideix amb unes certes fronteres naturals, com el Massís Colombià.

### Cauca
La seva major població està situada al departament del Cauca, a l'àrea hídrica i bio-diversa denominat Massís Colombià, geogràficament dividida en divuit (12) comunitats indígenes: Santa Marta (municipi de Santa Rosa), Papallaqta, El Oso, San Juan, Nueva Argelia, Santa Bárbara i El Paraíso (municipi de La Vega), Frontino, Puerta del Macizo, El Moral, Descanse i Inti Yaku.

### Resta del país
Es poden trobar resguards o assentaments petits yanakuna en els departaments de Huila: San José, Yacuas, Inti Llaqta, Rumiyaco, San Angustín y El Rosal; Putumayo: Yachay Wasi, Villa María, Bajo Mirador i Dimás Onel Majín; Valle del Cauca: Santiago de Cali; Quindío: Armenia i a la ciutat de Bogotà, Districte Capital.

## Cultura i Organització política
Els yanakuna en termes sociopolítics són un “poble”, les fonts d'identitat del qual són el sol, l'arc de Sant Martí, el blat de moro, les verges remanecidas, la música de flautes traversas. Les característiques antropològic-polítiques es rastregen en l'existència d'un territori comú, institucions similars de govern i patrons culturals semblances i diferents dels altres i per ser una unitat endógama que presenta nivells baixos d'estratificació social.
Els capítols es preserven com a manifestació del govern indígena. El que en altre temps com a institució colonial es va imposar per a trencar l'estructura de govern indígena amb finalitats de colonització, malgrat semblar mantenir-se sense canvis a través del temps, membres, funcions i rituals de manera gradual han sofert modificacions; i en l'actualitat el capítol és un instrument de transformació social que aglutina al poble yanakuna a partir de les seves comunitats, que afirma els seus costums, que defensa i estimula les seves cultures i que preserva les tradicions.
El Govern és un aspecte no sols polític, sinó també social i cultural, que crea l'home i impulsa un pensament per a viure sota una forma particular de societat conformement als seus costums i institucions. Per això entre els yanakuna s'ha evolucionat cap a noves formes de govern i de participació polítiques per a organitzar-se i amb els quals els yanakuna responen a les seves pretensions sobre una nova figura territorial on es dirimeixen els problemes relatius a qüestions com la descentralització, el finançament de les noves entitats territorials, l'administració territorial, la jurisdicció, etc.

## Aspectes lingüístics
Els yanakuna parlen espanyol, del seu idioma ancestral, el quítxua, queden topònims, hidrónimos, noms d'utensilis, botànica, expressions del seu ús quotidià, cognoms i expressions cerimonials. Tota aquesta riquesa, que és prou significativa com per a afirmar l'existència d'una tradició lingüística anterior a l'arribada dels espanyols, roman viva entre la gent i dispersa per les seves muntanyes definint al costat del territori físic un territori lingüístic.
Les paraules d'ús quotidià pichanguiar (escombrar), tatai (fàstic), cacai (por), chichai (fred), chichuca (calent), topar (trobar) i taita (pare), inti, llakta, urku, pupu, pampa, entre d'altres, s'escolten amb freqüència, quan un comparteix les xerrades de fogó a les hores de menjar en les fredes nits del Massís. Allí mateix, es pot escoltar els noms de plantes medicinals, alimentoses i d'ús per a la producció d'utensilis com el chaquilulo, la palchiuaca, la sachapapa, la cayamba, la sinaguata, la majua, la mamaguasca, la guaca blanca, la quinua i el ulluco.

## Gastronomia
La taula se serveix amb plats que es poden trobar en qualsevol esmorzar de Colòmbia; posseeixen receptes que guarden relació amb velles tradicions gastronòmiques com el zangu, la chuya, el pringapata, el malnom, el birimbi, la chicha, el acu, la mazamorra, la caucha, el cachimai. La parafernàlia de la cuina inclou utensilis com a sancallosos de sachapuro, canastres de chillazo, pucunas, cagüinga (espàtula), chicha i chacanas (lliteres).
Actualment es ve recuperant l'ús i transformació dels productes originaris com ara la quinua i l'amarant, dels quals existeixen una varietat de productes com la farina per a realitzar sopes o bugades.